# Kraj (Pašman)
Kraj je naselje na jugoistočnom dijelu otoka Pašmana, 3 km južno od naselja Pašman; 300 m udaljeno od obale Pašmanskoga kanala. 
Gospodarska je osnova poljodjelstvo, vinogradarstvo i maslinarstvo. Bunarska voda. Na regionalnoj je prometnici koja prolazi uzduž otoka. Kraj je također poznat po proizvodnji ovčjeg sira - sir iz Kraja.
U selu je gotički franjevački samostan sv. Dujma s crkvom iz 1392. Dvorišna vrata samostana obnovljena su u baroknom stilu 1669., na pročelju je renesansni reljef sv. Jerolima iz 1554. godine.

## Stanovništvo
| broj stanovnika |       |       | 261   | 250   | 277   | 284   |       | 348   | 331   | 335   | 312   | 312   | 300   | 290   | 287   | 281   | 253   |
|                 | 1857. | 1869. | 1880. | 1890. | 1900. | 1910. | 1921. | 1931. | 1948. | 1953. | 1961. | 1971. | 1981. | 1991. | 2001. | 2011. | 2021. |